# Теорема Прингсхайма
Теоре́ма Прингсхайма — утверждение комплексного анализа, дающее достаточные условия существования особой точки на границе круга сходимости степенного ряда; впервые сформулирована и доказана Альфредом Прингсхаймом. Согласно теореме, если коэффициенты ряда:
{\displaystyle \sum _{n=0}^{\infty }a_{n}z^{n}}
с единичным кругом сходимости суть действительные неотрицательные числа {\displaystyle a_{n}\geqslant 0}, то точка {\displaystyle z=1} является особой для суммы ряда.
Следствия из теоремы используются в комбинаторике и в теореме Фробениуса — Перрона о положительных операторах на упорядоченных векторных пространствах, в теории сходимости рядов Фурье.